# Sinan-pašova mešita (Prizren)

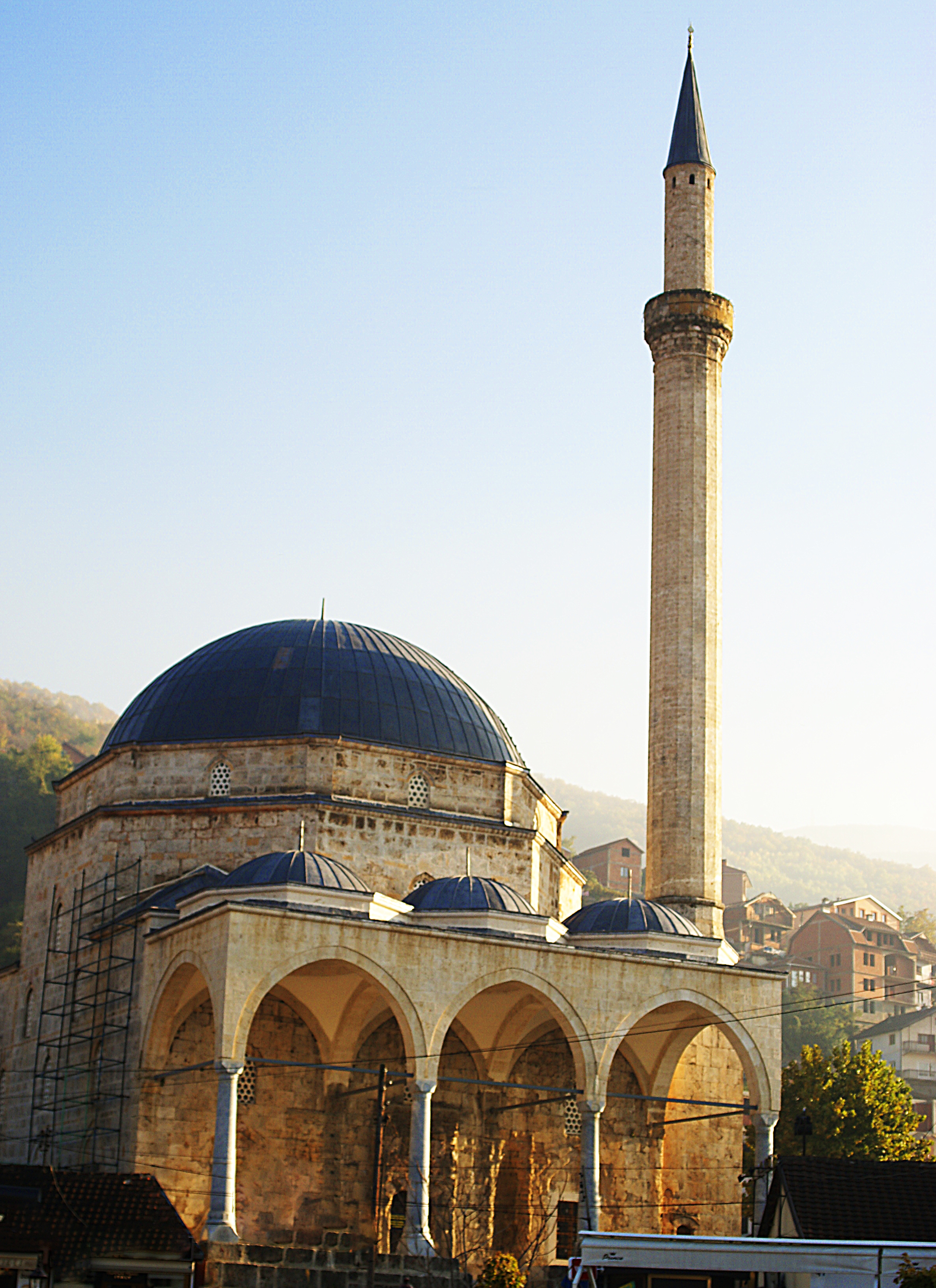
Mešita při západu slunce.

Sinan-pašova mešita (albánsky Xhamia e Sinan Pashës, srbsky Синан-пашина џамија/Sinan-pašina džamija) se nachází v historickém centru města Prizren v jižním Kosovu.
Mešita byla vybudována v roce 1615 v klasickém osmanském stylu, i přesto, že vnitřní výzdoba objektu je ve srovnání s obdobnými mešitami svého druhu nestandardní a strohá. Mešitě dominuje kopule s průměrem 14,5 metrů s vnitřními kresbami, které pocházejí z roku 1628. Na její výstavbu byl použit materiál z nedalekého hradu Prizrenac.
Během první balkánské války (v letech 1912-1913) byla pro potřeby věřících uzavřena a sloužila srbské armádě, která Prizren obsadila, jako sklad munice. Později ji pro stejný účel využívalo také bulharské vojsko. Přední část mešity se v roce 1919 zřítila a obnovena byla až na počátku 21. století. V roce 1968-1969 byla stavba upravena na muzeum orientálního písemnictví, a v letech 1973-1978 kompletně zrekonstruována. Další obnova mešity se uskutečnila po válce v Kosovu v roce 2011 za pomoci tureckého nadačního fondu TIKA.
Své jméno získala po donátorovi Sinanu Pašovi, který pro její výstavbu použil kámen z pevnosti Prizrenac v soutěsce řeky Prizrenska Bistrica. V současné době je mešita kulturní památka, evidovaná jak v registru republiky Srbsko, tak i Republiky Kosovo.